# Mournful Congregation
A Mournful Congregation ausztrál funeral doom együttes. 1993-ban alakultak Adelaide-ben. Tagjai a Chalice, a Cauldron Black Ram és az Esoteric nevű zenekarokban is játszottak.

## Története
Az 1990-es években csak demókat adtak ki, első, 2002-es nagylemezük is egy demó újra kiadása. A demók után egy EP-t is megjelentettek. Első stúdióalbumuk 2002-ben jelent meg. Az együttes kiadványai pozitív kritikákat kaptak a kritikusoktól. 

## Diszkográfia
Demók
- Weeping (1994)
- An Epic Dream of Desire (1995)

Split lemezek
- Let There Be Doom... / The Epitome of Gods and Men Alike (2002)
- A Slow March to the Burial (2004)
- Ascent of the Flames / Descent of the Flames (2007)
- Four Burials (2008)

Stúdióalbumok
- Tears from a Grieving Heart (2002)
- The Monad of Creation (2005)
- The June Frost (2009)
- The Book of Kings (2011)
- The Incubus of Karma (2018)

Válogatáslemezek
- The Dawning of Mournful Hymns (2002)
- The Unspoken Hymns (2011)
- Weeping/An Epic Dream of Desire (2012)

EP-k
- Concrescence of the Sophia (2014)

## Tagok
- Damon Good – ének, gitár (1993–), basszusgitár (1993–2000, 2000–2008)
- Justin Hartwig – gitár (1999–)
- Ben Newsome – basszusgitár (2008–)
- Tim Call – dob (2015–)

Korábbi tagok
- Adrian Bickle – dob (1997–2015)
- Stuart Prickett – gitár (koncerteken, 2011–2016)
- Ben Petch – gitár, dob, ének (1993–1996)
- Sean Graetz – gitár (2000)
- Mark Bodossian – basszusgitár (2000)
- Denny Blake – dob (2003)